# Schlüsselfeld
Schlüsselfeld is een plaats in de Duitse deelstaat Beieren, en maakt deel uit van de Landkreis Bamberg.
Schlüsselfeld telt 5.965 inwoners.

## Delen van Schlüsselfeld
- Aschbach
- Attelsdorf
- Bernroth
- Debersdorf
- Eckersbach
- Elsendorf
- Fallmeisterei
- Güntersdorf
- Heuchelheim
- Hohn am Berg
- Hopfenmühle
- Lach
- Obermelsendorf
- Possenfelden
- Rambach
- Reichmannsdorf
- Schlüsselfeld
- Thüngbach
- Thüngfeld
- Untermelsendorf
- Wüstenbuch
- Ziegelsambach

Altendorf ·
Baunach ·
Bischberg ·
Breitengüßbach ·
Burgebrach ·
Burgwindheim ·
Buttenheim ·
Ebrach ·
Frensdorf ·
Gerach ·
Gundelsheim ·
Hallstadt ·
Heiligenstadt i.OFr. ·
Hirschaid ·
Kemmern ·
Königsfeld ·
Lauter ·
Lisberg ·
Litzendorf ·
Memmelsdorf ·
Oberhaid ·
Pettstadt ·
Pommersfelden ·
Priesendorf ·
Rattelsdorf ·
Reckendorf ·
Scheßlitz ·
Schlüsselfeld ·
Schönbrunn i.Steigerwald ·
Stadelhofen ·
Stegaurach ·
Strullendorf ·
Viereth-Trunstadt ·
Walsdorf ·
Wattendorf ·
Zapfendorf